# 柳敏 (武德郡公)
柳敏（？—582年2月5日），字白泽，河东郡解县（今山西省运城市临猗县）人，出自河东柳氏东眷，北魏、西魏、北周、隋朝官员。

## 生平
柳敏是西晋太常柳纯七世孙，父亲柳懿是北魏车骑大将军、仪同三司、汾州刺史。
柳敏虚龄九岁时父亲去世，他侍奉母亲以孝顺闻名，性格爱好学习，涉猎经籍史书，阴阳占卜的道术，柳敏没有不学习的。还没到二十岁，柳敏就以员外散骑侍郎为起家官，屡次升任河东郡郡丞。朝廷议论这是柳敏的家乡，所以有这样的任命。柳敏虽然治理家乡，但是他处理事务公平得当，非常受当时人称赞。
大统三年（537年），宇文泰用武力收复河东郡，见到柳敏后很器重他，对他说：“今日不以得到河东郡为喜事，而以得到您作为喜事。”宇文泰立即任命柳敏出任丞相府参军事，不久柳敏转任户曹参军，兼任记室。每逢有四方宾客来到，经常命令柳敏负责接待，吉凶的礼仪，也命令柳敏督查负责。大统七年（541年），柳敏又和苏绰等人修撰新制，作为朝廷政典。柳敏升任礼部郎中，封武城县子，加帅都督，统领本乡士兵。不久柳敏升任大都督，遇上母亲去世，柳敏守丧十日之间，鬓发一半都变白。柳敏很快被起用出任吏部郎中，因为哀伤过度而消瘦超过了礼节，需要扶着拐杖才能起身。宇文泰见到柳敏后为之感叹，特地赐给官府的物品。西魏废帝二年（553年），尉迟迥讨伐巴蜀，以柳敏担任行军司马。军中策划谋略，都由柳敏处理。益州平定后，柳敏升任骠骑大将军、开府仪同三司，加侍中，升任尚书，获赐姓宇文氏。西魏恭帝三年（556年），北周六官建立后，柳敏出任礼部中大夫。
周孝闵帝即位，柳敏进爵为公，再度出任河东郡太守，很快被征召出任礼部中大夫，又外任郢州刺史，很是得到民心。等到柳敏将要返回朝廷的时候，当地各族士人感激他的仁政，一起送上美酒佳肴和土特产在路旁等候，柳敏却从其他的道路回朝。柳敏回朝后再度出任礼部中大夫，后来改礼部为司宗，柳敏仍担任司宗中大夫。
柳敏操行公正平直，性格又很恭顺勤劳，每日将要上朝，必然早起等待天亮。柳敏又长久在中央行政机构任职，熟悉旧例。新近礼仪有违背先朝典章的，都按照旧时规章，改正选取适中。柳敏升任小宗伯，监督修订国史，又转任小司马，监督修订律令，进位大将军，外任鄜州刺史，因为患病没有上任。周武帝平定北齐后，柳敏进爵武德郡公。柳敏从建德年间之后患病多年，周武帝和周宣帝都亲自前往他的住宅中慰问病情。
开皇元年（581年），柳敏进位上大将军，开皇元年二月乙亥（581年3月15日），柳敏出任太子太保。开皇元年十二月壬寅（582年2月5日），柳敏去世，朝廷赠予五州诸军事、晋州刺史。柳敏临终告诫儿子们，丧事务必简单节约，儿子们都流泪遵行。

## 家庭

### 子女
- 柳务，隋朝唐州刺史
- 柳昂，隋朝上开府、潞州刺史、文城郡公

## 延伸阅读
[在维基数据编辑]
 《周書·卷32》，出自令狐德棻《周書》